# SOSモデルエージェンシー
SOSモデルエージェンシーは、東京都中央区に本社を置く日本のモデルエージェンシー。社名は「株式会社ソサエティオブスタイル」。
1957年、日本初の男性専門モデルクラブとして設立され、現在は女性モデルや外国人モデルなども在籍する。大阪と福岡にも拠点を置いている。
2007年、東京都港区北青山に存在した「モデルエージェンシー・アダムス」と事業合併が発表された。

## アダムスから移籍したモデル
※ 元所属【五十音順】
- 石原だいち - 俳優
- 井出正勝 - 前アダムス社長
- 今村満 - モデルエージェンシー・GATHER
- 入門貴男 - 文化学園大学(文化女子大学)短期大学部准教授
- 風間トオル - 俳優
- 清水貴博 - 俳優
- 高木ヒロオ - 俳優
- 高村是州 - 文化学園大学(文化女子大学)教授、イラストレーター
- 田中カール - インディゴモデルズ社長
- 田辺誠一 - 俳優

## 関連会社
- 株式会社大阪エスオーエスモデルエージェンシー
- 有限会社ベローナモデルエージェンシー
- 株式会社ウェルストンプロモーション
- 株式会社ソフトアンドパワーズ